# Irschenberg
Irschenberg er en kommune i Landkreis Miesbach i Regierungsbezirk Oberbayern i den tyske delstat Bayern. Kommunen omfatter 144 bydele, hvoraf de 130 er små bebyggelser. Kommunen blev i 2005 hædret med en Kvalitetspris af det Bayerske erhvervsministerium.

## Geografi
Irschenberg ligger på en højderyg i 730 meters højde ved den nordlige udkant af Alperne ovenfor dalen til floden Mangfall. Bundesautobahn 8 går gennem kommunen; Til Bad Aibling er der 10 km, til Rosenheim 20 km, til Salzburg 95 km, til Kufstein 43 km, til Miesbach 8 km og til delstatshovedstaden München 46 km.